# Nadezhda Kovalevich
Nadezhda Kovalévich (en ruso: en ruso, Надежда Ковалевич; 8 de marzo de 1969) es una deportista soviética que compitió para la Unión Soviética en piragüismo en la modalidad de aguas tranquilas.
Ganó dos medallas de bronce en el Campeonato Mundial de Piragüismo de 1989, en las pruebas de K4 500 m y K2 5000 m. Participó en los Juegos Olímpicos de Seúl 1988, ocupando el cuarto lugar en la prueba de K4 500 m.

## Palmarés internacional
| Campeonato Mundial | Campeonato Mundial | Campeonato Mundial | Campeonato Mundial |
| Año                | Lugar              | Medalla            | Competición        |
| ------------------ | ------------------ | ------------------ | ------------------ |
| 1989               | Plovdiv (Bulgaria) | Medalla de bronce  | K4 500 m           |
| 1989               | Plovdiv (Bulgaria) | Medalla de bronce  | K2 5000 m          |